# Klaus Eschen
Klaus Eschen (* 6. September 1939 in Berlin; † 30. Mai 2025) war ein deutscher Jurist und Fotograf.

## Leben
Klaus Eschen, der Sohn des prominenten Berliner Reportagefotografen Fritz Eschen, erlebte als Kind, wie sein Vater als Jude von den herrschenden Nationalsozialisten verfolgt und zur Zwangsarbeit gezwungen wurde. 1943 entging der bereits verhaftete Vater nur knapp der Deportation, nachdem sich die nichtjüdische Mutter an einer Protestdemonstration, dem Rosenstraßen-Protest, beteiligt hatte. 1944 starb Eschens Bruder Thomas, nachdem ihm als „Halbjuden“ die notwendige Behandlung seiner Blinddarmentzündung verweigert worden war.
Eschen, der seinen Vater nach dem Krieg bei dessen wieder aufgenommener fotografischer Arbeit unterstützte, betätigte sich zunächst ebenfalls als journalistischer Fotograf, bis er nach Abschluss seiner juristischen Ausbildung 1967 in Berlin als Anwalt tätig wurde. 1969 gründete er zusammen mit Horst Mahler und Hans-Christian Ströbele das Sozialistische Anwaltskollektiv, eine Anwaltssozietät, die mit der Verteidigung von Mitgliedern der RAF Bekanntheit erlangte. Nach der Auflösung des Sozialistischen Anwaltskollektivs 1979 war Eschen weiter als Rechtsanwalt in Berlin und als Gründungsmitglied des Republikanischen Anwaltsvereins (RAV) tätig. Dort war Eschen mit Kollegen wie Werner Holtfort, Rupert von Plottnitz, Otto Schily und Gerhard Schröder tätig. Bis 1991 war Eschen Vorsitzender des RAV. Seit 1983 war Eschen auch als Notar tätig, bis 1992 in Berlin und ab Mai 1993 bis Ende Mai 2003 in Teltow, Brandenburg (dort Nur-Notar). Von 1992 bis 2000 bekleidete Eschen das Amt eines Richters am Verfassungsgerichtshof des Landes Berlin. Im Alter von 70 Jahren gab er 2009 seine Anwaltszulassung zurück und widmete sich danach wieder verstärkt der Fotografie.
Eschen starb am 30. Mai 2025.

## Werke
- mit Christiane Landgrebe: Berlin, Fotografien 1960–1970. Jovis 2001, ISBN 978-3-931321-65-9
- Gesetzliches Unrecht in der Zeit des Nationalsozialismus, Baden-Baden : Nomos-Verl.-Ges., 1997, ISBN 978-3-7890-5121-0
- „Linke“ Anwaltschaft von der APO bis heute, Köln : Presseverl. Theurer, 1988, ISBN 978-3-8161-0108-6
- Wie man gegen Polizei und Justiz die Nerven behält, Berlin : Rotbuch-Verlag, 1973, ISBN 978-3-88022-007-2